# Musée d'Art africain de Belgrade
Pour d'autres musées d'art africain, voir Musée d'art africain (homonymie).
Le musée d'art africain (en serbe cyrillique : Музеј Афричке Уметности ; en serbe latin : Muzej Afričke Umetnosti) est un musée de Belgrade, la capitale de la Serbie. Il est situé dans le quartier de Senjak. Il est particulièrement riche en pièces provenant de l'Afrique de l'Ouest.

## Présentation
Le musée d'art africain a été inauguré le 23 mai 1977 et il est le seul musée de Serbie consacré aux arts et à la culture de l'Afrique. Il a été constitué à partir de la collection privée que le diplomate yougoslave Zdravko Pečar a léguée à la ville de Belgrade en 1974. Depuis, les collections se sont régulièrement enrichies : en 2006, le musée comptait environ 1 700 pièces.
La plupart des pièces présentées proviennent du Mali, du Sénégal, de Guinée, du Burkina Faso, du Bénin, du Ghana, de la Côte d'Ivoire, du Nigeria, du Togo, du Cameroun et du Congo. Le fonds est ainsi représentatif de l'art et de la culture des peuples Bambaras, Dogons, Bagas, Markas, Malinkés, Bobos, Dans, Guérés, Gouros, Sénoufos, Ashanti, Éwés, Baoulés, Fons, Yorouba et Bamilékés.
Le musée possède une importante collection de masques, des objets cultuels ou décoratifs ainsi que des objets de la vie quotidienne et des tissus.